# Accademia della Crusca

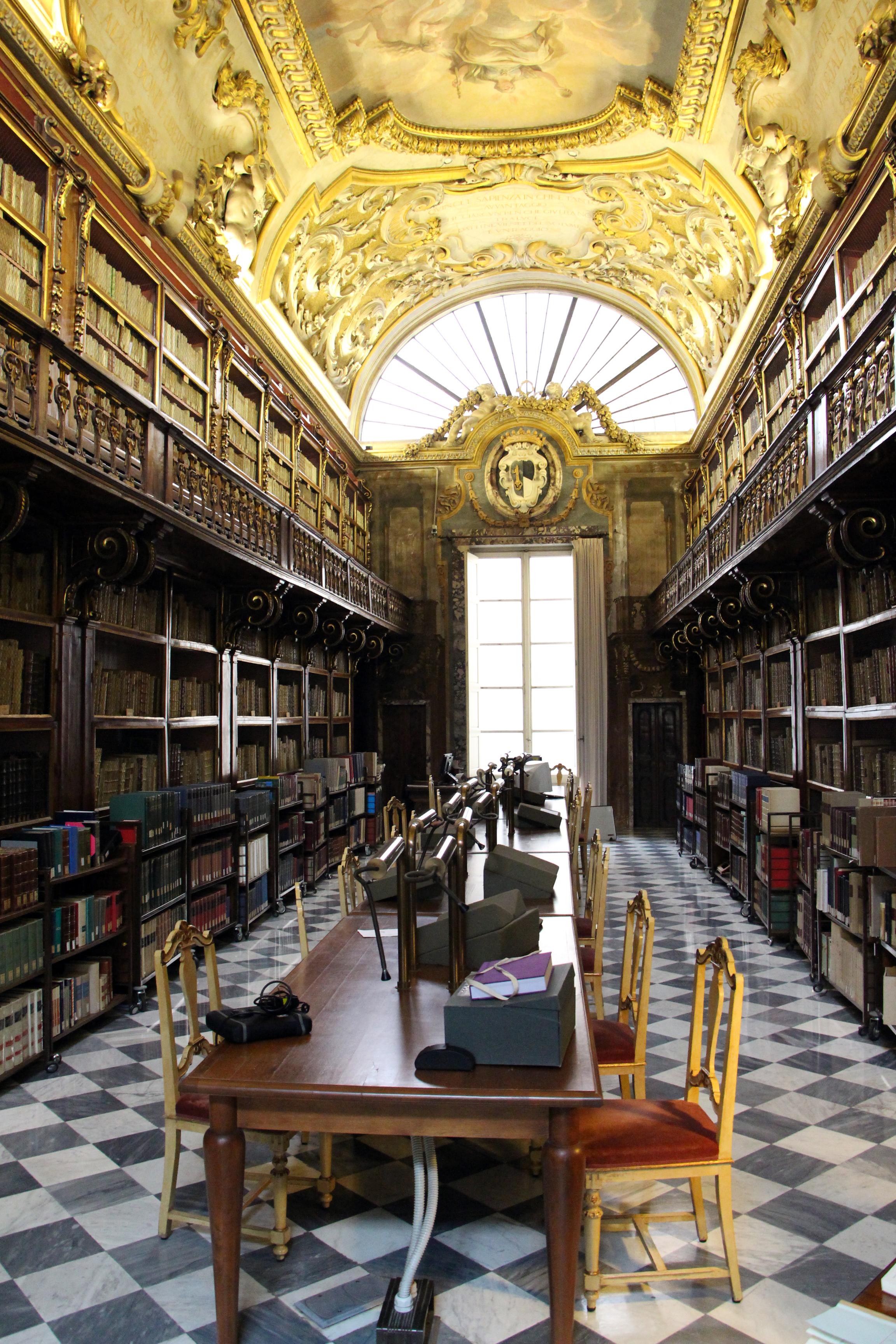
Biblioteca Riccardiana.

L'Accademia della Crusca és una institució que recull estudis científics d'experts de lingüística i de filologia italiana. És segurament la institució lingüística més prestigiosa d'Itàlia.
Fundada a Florència el 1583, s'ha caracteritzat sempre per la seva obstinació a mantenir "pura" la llengua italiana original. En el 1612 publica la primera edició del vocabulari de la llengua italiana, que va servir d'exemple lexicogràfic per a les llengües francesa, castellana i anglesa.
Actualment el diccionari italià gestionat per l'Accademia della Crusca és un diccionari històric pel que fa a l'italià de 1612. És un fabulós estudi de l'italià antic, encara que només de la varietat literària, ja que un llibre d'aquestes característiques té les seves pròpies limitacions, i no pot recopilar l'abundant sèrie de fonts escrites antigues d'una altra naturalesa (llibres de memòries, tractats, receptaris, llibres de comptabilitat, estatuts, documents de diversos gèneres, etc.).

## Història
El 3 de març de 1809 va accedir al tron de la Toscana amb el suport de Napoleó Bonaparte, Elisa Baciocchi, la qual en canvi no tenia poders per a emetre o modificar lleis, lleis que eren només competència de Napoleó. Totes les lleis, les cartes, les proclames, els manifestos, els escrits oficials en general, eren escrits en francès: aquesta imposició d'una llengua estrangera va fer que el poble protagonitzés revoltes i queixes, totes les quals anaven encaminades que la seva llengua no fos eliminada de la vida pública.
Cal recordar que els francesos havien arribat al ducat de Toscana en el 1799 autoproclamant-se protectors, sense cap cop d'estat ni cap alteració, excepte una: les coaccions cap a Ferran III en el que respectava al govern del ducat i la promulgació de lleis.
En tals moments, els florentins van començar a veure els francesos com a invasors, ja que tots els edictes o lleis començaven sempre per la frase: «Nous voulons...». Aquestes protestes es van transformar en una revolta de diverses ciutats toscanes contra l'exèrcit francès a Toscana.
Napoleó, probablement gràcies a aquestes revoltes, va prendre la decisió que era millor concedir el que demanaven als toscans per a evitar mals majors i noves revoltes. El 9 d'abril de 1809 es va concedir als florentins el poder parlar en la seva pròpia llengua, gràcies a un decret promulgat en el Palau de les Teuleries. En aquest decret s'afirmava que «La llengua italiana podrà ser emprada en la Toscana, simultàniament amb la llengua francesa, en els tribunals, l'administració, en els cercles literaris i en tots els àmbits privats.» 
El 9 de gener de 1811 Napoleó promulgava un decret que restablia l'antiga Accademia della Crusca «particularment encarregada de la revisió del diccionari de la llengua italiana i de la conservació de la puresa de la llengua.». Gràcies a aquesta reobertura es va poder publicar el cinquè diccionari italià de la Accademia. El 1813, l'Accademia della Crusca va comprar la Biblioteca Riccardiana, una riquíssima col·lecció de llibres i manuscrits de l'italià antic.